# Wilhelm Bungert
Wilhelm Bungert (1 de abril de 1939, Mannheim) foi um tenista alemão. 
O tenista foi finalista em 1967 e semi-finalista em 1963 e 1964 da mesma competição. Em Torneio Roland-Garros de 1962 diputou a partida final de duplas masculina. Representou a Alemanha na disputa da Taça Davis, inclusive a final com os Estados Unidos em 1970 .